# Mayurbhanj
Mayurbhanj är ett distrikt i den indiska delstaten Odisha. Den administrativa huvudorten är Baripada.
Simlipal nationalpark ligger i distriktet.